# Тутка Андрій Данилович
Андрій Данилович Тутка (Тутко) — український радянський військовик, підполковник, нагороджений орденом Леніна та орденом Червоного Прапора.
Двоюрідний брат партизана Купріяна Тутки.

## Життєпис
Народився 8 вересня 1897 року в селищі Шишаки (тоді Полтавська губернія) у селянській родині. Учасник Громадянської війни. З 1918 року в червоній армії. Учасник німецько-радянської війни. Підполковник, керівник тактичної підготовки. Закінчив службу в 1946 році. Нагороджений орденом Леніна, орденом Червоного Прапора, медаллю «За перемогу над Німеччиною» та іншими нагородами.